# Молодецкое (Кировоградская область)
Молодецкое (укр. Молодецьке) — село в Аджамской сельской общине Кропивницкого района Кировоградской области Украины.
Население по переписи 2001 года составляло 66 человек. Почтовый индекс — 27621. Телефонный код — 522. Код КОАТУУ — 3522585403.